# Młyniska (województwo wielkopolskie)
Młyniska – wieś w Polsce położona w województwie wielkopolskim, w powiecie tureckim, w gminie Przykona.
W latach 1975–1998 miejscowość administracyjnie należała do województwa konińskiego.